# I Copa Brasil
La I Copa Brasil (in italiano I Coppa Brasile) è stata la 5ª edizione del massimo campionato brasiliano di calcio.

## Formula
Primo turno: 42 squadre divise in 4 gruppi (due formati da 10 club e altri due da 11), ogni squadra affronta una volta tutte le componenti dell'altro gruppo con il medesimo numero di club.
Secondo turno: 2 gruppi di 10 squadre ciascuno e 4 gruppi, due di 5 e due di 6 squadre.
I gruppi da 10 squadre sono formati dalle 5 migliori di ogni raggruppamento della fase precedente (le 5 del gruppo A con le 5 del gruppo B e le 5 del gruppo C con le 5 del gruppo D), che affrontano una volta tutte le componenti dell'altro girone; si qualificano al terzo turno le migliori 6 di ogni raggruppamento.
Negli altri 4 gruppi, la cui composizione, eccetto le prime 5 classificate, è la stessa del turno precedente, ogni squadra affronta una volta le altre componenti del proprio girone e si qualifica al terzo turno la migliore di ogni raggruppamento.
Terzo turno: 2 gruppi di 8 squadre ciascuno. Ogni squadra affronta una volta le altre componenti del proprio gruppo e si qualificano alla fase finale la migliori 2 di ogni raggruppamento.
Semifinali e finale: gare in partita unica a eliminazione diretta. Gioca in casa la squadra meglio classificata dopo i turni precedenti.

### Punteggio
Fino al terzo turno le classifiche vengono stilate assegnando 2 punti per la vittoria, 1 per il pareggio e 0 per le sconfitta. Un punto aggiuntivo viene assegnato alla squadra che vince la partita con 2 o più gol di scarto.

## Partecipanti
| Squadra          | Città          | Stato               |
| ---------------- | -------------- | ------------------- |
| América-RN       | Natal          | Rio Grande do Norte |
| América-MG       | Belo Horizonte | Minas Gerais        |
| America-RJ       | Rio de Janeiro | Rio de Janeiro      |
| Americano        | Campos         | Rio de Janeiro      |
| Atlético Mineiro | Belo Horizonte | Minas Gerais        |
| Athl. Paranaense | Curitiba       | Paraná              |
| Bahia            | Salvador       | Bahia               |
| Botafogo         | Rio de Janeiro | Rio de Janeiro      |
| Campinense       | Campina Grande | Paraíba             |
| Ceará            | Fortaleza      | Ceará               |
| CEUB             | Brasilia       | Distretto Federale  |
| Comercial-MS     | Campo Grande   | Mato Grosso         |
| Corinthians      | San Paolo      | San Paolo           |
| Coritiba         | Curitiba       | Paraná              |
| Cruzeiro         | Belo Horizonte | Minas Gerais        |
| CSA              | Maceió         | Alagoas             |
| Desportiva       | Cariacica      | Espírito Santo      |
| Figueirense      | Florianópolis  | Santa Catarina      |
| Flamengo         | Rio de Janeiro | Rio de Janeiro      |
| Fluminense       | Rio de Janeiro | Rio de Janeiro      |
| Fortaleza        | Fortaleza      | Ceará               |
| Goiânia          | Goiânia        | Goiás               |
| Goiás            | Goiânia        | Goiás               |
| Grêmio           | Porto Alegre   | Rio Grande do Sul   |
| Guarani          | Campinas       | San Paolo           |
| Internacional    | Porto Alegre   | Rio Grande do Sul   |
| Moto Club        | São Luís       | Maranhão            |
| Nacional-AM      | Manaus         | Amazonas            |
| Náutico          | Recife         | Pernambuco          |
| Palmeiras        | San Paolo      | San Paolo           |
| Paysandu         | Belém          | Pará                |
| Portuguesa       | San Paolo      | San Paolo           |
| Remo             | Belém          | Pará                |
| Rio Negro        | Manaus         | Amazonas            |
| San Paolo        | San Paolo      | San Paolo           |
| Santa Cruz       | Recife         | Pernambuco          |
| Santos           | Santos         | San Paolo           |
| Sergipe          | Aracaju        | Sergipe             |
| Sport Recife     | Recife         | Pernambuco          |
| Tiradentes       | Teresina       | Piauí               |
| Vasco da Gama    | Rio de Janeiro | Rio de Janeiro      |
| Vitória          | Salvador       | Bahia               |

## Primo turno

### Gruppi A e B

#### Risultati
| Casa/Trasferta | AM-MG | AT-PR | CEA | CRN | CRU | FLU | GUA | NA-AM | PAY | TIR |
| -------------- | ----- | ----- | --- | --- | --- | --- | --- | ----- | --- | --- |
| América-RJ     | 3-0   | 5-2   |     |     | 0-0 |     | 2-0 |       |     |     |
| Atlético-MG    | 1-1   | 0-0   |     | 0-0 | 2-2 |     | 2-0 |       |     |     |
| Botafogo       |       |       |     |     | 0-2 |     |     | 4-0   | 2-1 |     |
| Comercial-MS   | 0-0   |       | 1-0 | 0-1 | 0-0 | 1-1 |     | 2-0   | 2-1 |     |
| Coritiba       |       | 1-0   | 4-0 | 0-2 |     |     | 1-0 |       |     | 2-0 |
| Fortaleza      | 2-0   | 2-1   |     |     | 0-0 | 1-0 | 1-1 |       |     |     |
| Moto Club      |       |       | 0-3 | 0-3 | 0-4 | 1-3 | 1-3 | 1-1   | 4-3 |     |
| Palmeiras      |       |       | 2-0 | 1-1 |     | 3-1 | 1-1 |       |     |     |
| Remo           |       | 2-2   |     | 1-0 |     | 2-1 |     | 2-2   | 2-0 | 1-0 |
| Rio Negro      |       | 2-0   |     | 0-0 |     | 1-2 |     | 0-0   | 1-1 | 1-1 |
| Casa/Trasferta | AM-RJ | AT-MG | BOT | COM | CRT | FOR | MOT | PAL   | REM | RNE |
| América-MG     |       |       | 1-1 |     | 1-1 |     | 0-0 | 0-0   | 1-1 | 2-0 |
| Atlético-PR    |       |       | 2-1 | 4-1 |     |     | 5-1 | 2-4   |     |     |
| Ceará          | 0-2   | 0-1   | 1-0 |     |     | 0-0 |     |       | 2-0 | 0-0 |
| Corinthians    | 1-0   |       | 1-1 |     |     | 1-0 |     |       |     |     |
| Cruzeiro       |       |       |     |     | 1-0 |     |     | 2-0   | 0-0 | 4-0 |
| Fluminense     | 2-0   | 5-2   | 3-1 |     | 0-1 |     |     |       |     |     |
| Guarani        |       |       | 1-1 | 2-0 |     |     |     |       | 0-0 | 2-0 |
| Nacional-AM    | 1-1   | 0-2   |     |     | 1-0 | 1-1 |     | 1-1   |     |     |
| Paysandu       | 3-3   | 1-0   |     |     | 0-0 | 3-1 |     | 0-0   |     |     |
| Tiradentes     | 2-1   | 0-1   | 0-1 | 2-0 |     | 0-0 | 4-1 | 1-0   |     |     |

#### Classifica

##### Gruppo A
| Pos. | Squadra          | Pt | G  | V     | N | P | GF | GS | DR  |
| ---- | ---------------- | -- | -- | ----- | - | - | -- | -- | --- |
| 1    | America-RJ       | 15 | 10 | 4 (4) | 3 | 3 | 17 | 11 | +6  |
| 2    | Coritiba         | 14 | 10 | 5 (2) | 2 | 3 | 10 | 5  | +5  |
| 3    | Remo             | 14 | 10 | 4 (1) | 5 | 1 | 11 | 8  | +3  |
| 4    | Atlético Mineiro | 14 | 10 | 4 (2) | 4 | 2 | 11 | 9  | +2  |
| 5    | Palmeiras        | 14 | 10 | 3 (3) | 5 | 2 | 12 | 9  | +3  |
| 6    | Fortaleza        | 12 | 10 | 3 (1) | 5 | 2 | 8  | 7  | +1  |
| 7    | Botafogo         | 10 | 10 | 3 (1) | 3 | 4 | 12 | 12 | 0   |
| 8    | Comercial-MS     | 10 | 10 | 3 (1) | 3 | 4 | 7  | 11 | -4  |
| 9    | Rio Negro        | 8  | 10 | 1 (1) | 5 | 4 | 5  | 12 | -7  |
| 10   | Moto Club        | 4  | 10 | 1 (0) | 2 | 7 | 9  | 29 | -20 |

##### Gruppo B
| Pos. | Squadra          | Pt | G  | V     | N | P | GF | GS | DR  |
| ---- | ---------------- | -- | -- | ----- | - | - | -- | -- | --- |
| 1    | Cruzeiro         | 19 | 10 | 5 (4) | 5 | 0 | 15 | 2  | +13 |
| 2    | Corinthians      | 16 | 10 | 5 (2) | 4 | 1 | 10 | 3  | +7  |
| 3    | Fluminense       | 15 | 10 | 5 (4) | 1 | 4 | 18 | 13 | +5  |
| 4    | Guarani          | 13 | 10 | 3 (3) | 4 | 3 | 10 | 9  | +1  |
| 5    | Tiradentes       | 12 | 10 | 4 (2) | 2 | 4 | 10 | 8  | +2  |
| 6    | Athl. Paranaense | 10 | 10 | 3 (2) | 2 | 5 | 18 | 19 | -1  |
| 7    | Ceará            | 10 | 10 | 3 (2) | 2 | 5 | 6  | 10 | -4  |
| 8    | América-MG       | 10 | 10 | 1 (1) | 7 | 2 | 6  | 9  | -3  |
| 9    | Paysandu         | 9  | 10 | 2 (1) | 4 | 4 | 13 | 15 | -2  |
| 10   | Nacional-AM      | 8  | 10 | 1 (0) | 6 | 3 | 7  | 14 | -7  |

#### Verdetti
- América-RJ, Coritiba, Remo, Atlético Mineiro, Palmeiras, Cruzeiro, Corinthians, Fluminense, Guarani e Tiradentes qualificati al gruppo 1 della seconda fase.
- Fortaleza, Botafogo, Comercial-MS, Rio Negro e Moto Club qualificati al gruppo 3 della seconda fase.
- Atlético Paranaense, Ceará, América Mineiro, Paysandu e Nacional-AM qualificati al gruppo 4 della seconda fase.

### Gruppi C e D

#### Risultati
| Casa/Trasferta | AME   | BAH | CEUB | CSA | DES | GOS | INT | NÁU | SPA | SPO | VAS |
| -------------- | ----- | --- | ---- | --- | --- | --- | --- | --- | --- | --- | --- |
| América-RN     |       | 1-1 |      |     | 2-1 | 3-3 | 1-1 |     | 3-4 | 2-1 |     |
| Campinense     | 0-1   | 2-5 |      | 0-2 |     |     | 0-3 | 1-1 | 2-2 | 1-1 |     |
| Figueirense    |       |     | 2-1  |     | 5-1 | 1-1 |     | 1-1 | 1-1 | 0-0 | 0-1 |
| Flamengo       | 1-0   |     |      | 3-1 |     |     | 2-1 |     |     | 1-2 |     |
| Goiânia        | 2-1   |     | 2-1  |     | 4-2 |     | 0-1 |     |     |     | 2-1 |
| Grêmio         |       |     | 0-0  |     | 3-1 | 0-0 |     |     | 1-1 |     |     |
| Portuguesa     |       | 2-1 | 1-1  |     |     | 0-0 | 0-2 |     | 0-1 |     |     |
| Santa Cruz     |       | 1-1 |      |     |     | 2-2 |     | 1-0 | 1-2 | 3-3 | 1-1 |
| Santos         |       | 0-2 |      | 2-0 |     |     |     | 0-3 |     |     | 1-1 |
| Sergipe        | 1-0   | 1-1 | 2-2  |     |     |     |     | 2-3 | 0-0 | 0-1 | 0-1 |
| Vitória        |       |     |      | 2-1 |     |     | 0-5 | 2-0 |     |     | 2-2 |
| Casa/Trasferta | AM-RN | CAM | FIG  | FLA | GON | GRÊ | POR | SCR | SAN | SER | VIT |
| Americano      | 1-3   |     | 2-1  |     |     | 0-2 | 0-1 | 1-4 | 2-1 |     | 0-1 |
| Bahia          |       |     | 0-1  | 0-0 | 0-0 | 1-1 |     |     |     |     | 1-1 |
| CEUB           | 2-1   | 2-1 |      | 0-1 |     |     |     | 0-0 | 2-2 |     | 1-0 |
| CSA            | 2-1   |     | 1-1  |     | 1-0 | 1-0 | 0-0 | 0-1 |     | 1-0 |     |
| Desportiva     |       | 2-1 |      | 0-2 |     |     | 0-0 | 1-0 | 1-2 | 1-1 | 0-0 |
| Goiás          |       | 4-0 |      | 0-0 | 3-1 |     |     |     | 0-0 | 2-0 | 1-0 |
| Internacional  |       |     | 3-1  |     |     | 1-1 |     | 1-0 | 1-0 | 5-0 |     |
| Náutico        | 1-0   |     |      | 1-0 | 3-1 | 0-0 | 1-2 |     |     |     |     |
| San Paolo      |       |     |      | 2-0 | 2-0 |     |     |     | 1-0 |     | 3-0 |
| Sport          |       |     |      |     | 1-1 | 2-2 | 1-0 |     | 2-0 |     | 2-0 |
| Vasco da Gama  | 0-1   | 4-0 |      | 4-2 |     | 2-1 | 2-0 |     |     |     |     |

#### Classifica

##### Gruppo C
| Pos. | Squadra     | Pt | G  | V     | N | P | GF | GS | DR  |
| ---- | ----------- | -- | -- | ----- | - | - | -- | -- | --- |
| 1    | Flamengo    | 14 | 11 | 5 (2) | 2 | 4 | 12 | 11 | +1  |
| 2    | Grêmio      | 13 | 11 | 2 (2) | 7 | 2 | 11 | 9  | +2  |
| 3    | América-RN  | 12 | 11 | 4 (1) | 3 | 4 | 18 | 17 | +1  |
| 4    | Figueirense | 12 | 11 | 3 (1) | 5 | 3 | 14 | 12 | +2  |
| 4    | Santa Cruz  | 12 | 11 | 3 (1) | 5 | 3 | 14 | 12 | +2  |
| 6    | Goiânia     | 11 | 11 | 4 (1) | 2 | 5 | 13 | 16 | -3  |
| 7    | Portuguesa  | 10 | 11 | 3 (0) | 4 | 4 | 6  | 9  | -3  |
| 8    | Vitória     | 10 | 11 | 3 (1) | 3 | 5 | 8  | 16 | -8  |
| 9    | Santos      | 8  | 11 | 2 (1) | 3 | 6 | 8  | 15 | -7  |
| 10   | Sergipe     | 6  | 11 | 1 (0) | 4 | 6 | 7  | 17 | -10 |
| 11   | Campinense  | 3  | 11 | 0 (0) | 3 | 8 | 8  | 27 | -19 |

##### Gruppo D
| Pos. | Squadra       | Pt | G  | V     | N | P | GF | GS | DR  |
| ---- | ------------- | -- | -- | ----- | - | - | -- | -- | --- |
| 1    | Internacional | 23 | 11 | 8 (5) | 2 | 1 | 24 | 5  | +19 |
| 2    | San Paolo     | 21 | 11 | 7 (3) | 4 | 0 | 19 | 8  | +11 |
| 3    | Vasco da Gama | 18 | 11 | 6 (3) | 3 | 2 | 19 | 10 | +9  |
| 4    | Goiás         | 18 | 11 | 4 (3) | 7 | 0 | 16 | 7  | +9  |
| 5    | Sport Recife  | 17 | 11 | 5 (2) | 5 | 1 | 16 | 10 | +6  |
| 6    | Náutico       | 15 | 11 | 5 (2) | 3 | 3 | 14 | 10 | +4  |
| 7    | CSA           | 13 | 11 | 5 (1) | 2 | 4 | 10 | 10 | 0   |
| 8    | Bahia         | 13 | 11 | 2 (2) | 7 | 2 | 13 | 10 | +3  |
| 9    | CEUB          | 11 | 11 | 3 (0) | 5 | 3 | 12 | 12 | 0   |
| 10   | Desportiva    | 7  | 11 | 2 (0) | 3 | 6 | 10 | 20 | -10 |
| 11   | Americano     | 6  | 11 | 3 (0) | 0 | 8 | 8  | 17 | -9  |

#### Verdetti
- Flamengo, Grêmio, América de Natal, Figueirense, Santa Cruz, Internacional, San Paolo, Vasco da Gama, Goiás e Sport qualificati al gruppo 2 della seconda fase.
- Goiânia, Portuguesa, Vitória, Santos, Sergipe e Campinense qualificati al gruppo 5 della seconda fase.
- Náutico, CSA, Bahia, CEUB, Desportiva e Americano qualificati al gruppo 6 della seconda fase.

## Secondo turno

### Gruppi 1 e 2

#### Risultati
| Casa/Trasferta | AM-RN | FIG   | FLA | GOI | GRÊ | INT | SPA | SCR | SPO | VAS |
| -------------- | ----- | ----- | --- | --- | --- | --- | --- | --- | --- | --- |
| América-RJ     |       | 2-1   |     |     |     | 1-0 | 0-0 | 1-3 |     | 0-0 |
| Atlético-MG    |       | 3-3   | 1-1 |     |     | 0-2 | 1-1 |     | 1-0 |     |
| Corinthians    | 4-1   |       | 0-1 | 0-0 | 3-2 |     |     |     | 0-0 |     |
| Coritiba       |       | 1-2   |     |     |     | 0-0 | 2-2 | 0-1 |     | 1-1 |
| Cruzeiro       | 2-1   |       |     | 2-0 | 3-1 |     |     | 1-1 |     | 0-1 |
| Fluminense     | 3-0   |       | 3-0 | 4-1 | 0-0 |     |     |     | 3-0 |     |
| Guarani        | 1-1   |       | 2-0 | 0-0 | 2-2 |     |     |     | 1-1 |     |
| Palmeiras      |       | 2-2   |     |     |     | 0-0 |     | 2-3 |     | 1-0 |
| Remo           |       | 4-1   |     |     |     |     | 2-2 | 0-0 |     | 2-0 |
| Tiradentes     | 1-0   |       | 3-2 | 0-0 | 1-2 |     |     |     | 0-3 |     |
| Casa/Trasferta | AM-RJ | AT-MG | CRN | CRT | CRU | FLU | GUA | PAL | REM | TIR |
| América-RN     | 1-4   | 1-1   |     | 3-0 |     |     |     | 0-2 | 2-1 |     |
| Figueirense    |       |       | 0-0 |     | 0-1 | 0-0 | 0-0 |     |     | 2-0 |
| Flamengo       | 2-0   |       |     | 2-0 | 0-1 |     |     | 3-0 | 1-2 |     |
| Goiás          | 2-0   | 1-5   |     | 2-2 |     |     |     | 1-2 | 1-0 |     |
| Grêmio         | 0-1   | 3-0   |     | 1-3 |     |     |     | 1-1 | 4-0 |     |
| Internacional  |       |       | 1-1 |     | 1-1 | 3-1 | 2-0 |     | 4-0 | 2-0 |
| San Paolo      |       |       | 0-1 |     | 0-0 | 1-0 | 0-0 | 0-0 |     | 2-0 |
| Santa Cruz     |       | 2-0   | 1-0 |     |     | 0-1 | 0-0 |     |     | 1-1 |
| Sport          | 1-1   |       |     | 1-0 | 0-1 |     |     | 0-0 | 0-0 |     |
| Vasco da Gama  |       | 1-1   | 0-1 |     |     | 1-4 | 1-2 |     |     | 1-1 |

#### Classifica

##### Gruppo 1
| Pos. | Squadra          | Pt | G  | V     | N | P | GF | GS | DR  |
| ---- | ---------------- | -- | -- | ----- | - | - | -- | -- | --- |
| 1    | Fluminense       | 19 | 10 | 6 (5) | 2 | 2 | 19 | 6  | +13 |
| 2    | Cruzeiro         | 17 | 10 | 6 (2) | 3 | 1 | 12 | 5  | +7  |
| 3    | Corinthians      | 13 | 10 | 4 (1) | 4 | 2 | 10 | 6  | +4  |
| 4    | America-RJ       | 12 | 10 | 4 (1) | 3 | 3 | 10 | 10 | 0   |
| 5    | Palmeiras        | 12 | 10 | 3 (1) | 5 | 2 | 10 | 10 | 0   |
| 6    | Guarani          | 12 | 10 | 2 (1) | 7 | 1 | 8  | 7  | +1  |
| 7    | Remo             | 11 | 10 | 3 (2) | 3 | 4 | 11 | 15 | -4  |
| 8    | Atlético Mineiro | 10 | 10 | 2 (1) | 5 | 3 | 13 | 15 | -2  |
| 9    | Coritiba         | 7  | 10 | 1 (1) | 4 | 5 | 9  | 15 | -6  |
| 10   | Tiradentes       | 7  | 10 | 2 (0) | 3 | 5 | 7  | 15 | -8  |

##### Gruppo 2
| Pos. | Squadra       | Pt | G  | V     | N | P | GF | GS | DR  |
| ---- | ------------- | -- | -- | ----- | - | - | -- | -- | --- |
| 1    | Internacional | 19 | 10 | 5 (5) | 4 | 1 | 15 | 4  | +11 |
| 2    | Santa Cruz    | 16 | 10 | 5 (2) | 4 | 1 | 12 | 6  | +6  |
| 3    | Flamengo      | 12 | 10 | 4 (3) | 1 | 5 | 12 | 12 | 0   |
| 4    | San Paolo     | 12 | 10 | 2 (1) | 7 | 1 | 8  | 6  | +2  |
| 5    | Grêmio        | 11 | 10 | 3 (2) | 3 | 4 | 16 | 14 | +2  |
| 6    | Sport Recife  | 10 | 10 | 2 (1) | 5 | 3 | 6  | 7  | -1  |
| 7    | Figueirense   | 10 | 10 | 2 (1) | 5 | 3 | 11 | 13 | -2  |
| 8    | Goiás         | 9  | 10 | 2 (1) | 4 | 4 | 8  | 15 | -7  |
| 9    | América-RN    | 7  | 10 | 2 (1) | 2 | 6 | 10 | 19 | -9  |
| 10   | Vasco da Gama | 6  | 10 | 1 (0) | 4 | 5 | 6  | 13 | -7  |

#### Verdetti
- Fluminense, Cruzeiro, América-RJ, Palmeiras, Palmeiras, Guarani, Internacional, Santa Cruz, Flamengo, San Paolo, Grêmio e Sport qualificati al terzo turno.

### Gruppo 3

#### Risultati
| 1ª giornata  | 1ª giornata  | 1ª giornata  | 1ª giornata  |
| 19 ott. 1975 | 19 ott. 1975 | 19 ott. 1975 | 19 ott. 1975 |
| ------------ | ------------ | ------------ | ------------ |
| Fortaleza    | -            | Moto Club    | 1-0          |
| Rio Negro    | -            | Comercial-MS | 1-2          |

| 2ª giornata  | 2ª giornata  | 2ª giornata  | 2ª giornata  |
| 22 ott. 1975 | 22 ott. 1975 | 22 ott. 1975 | 22 ott. 1975 |
| ------------ | ------------ | ------------ | ------------ |
| Comercial-MS | -            | Fortaleza    | 2-3          |
| Rio Negro    | -            | Botafogo     | 1-3          |

| 3ª giornata       | 3ª giornata       | 3ª giornata       | 3ª giornata       |
| 25 e 26 ott. 1975 | 25 e 26 ott. 1975 | 25 e 26 ott. 1975 | 25 e 26 ott. 1975 |
| ----------------- | ----------------- | ----------------- | ----------------- |
| Fortaleza         | -                 | Rio Negro         | 0-1               |
| Moto Club         | -                 | Botafogo          | 1-2               |

| 4ª giornata  | 4ª giornata  | 4ª giornata  | 4ª giornata  |
| 29 ott. 1975 | 29 ott. 1975 | 29 ott. 1975 | 29 ott. 1975 |
| ------------ | ------------ | ------------ | ------------ |
| Botafogo     | -            | Comercial-MS | 0-0          |
| Moto Club    | -            | Rio Negro    | 1-1          |

| 5ª giornata  | 5ª giornata | 5ª giornata | 5ª giornata |
| 5 nov. 1975  | 5 nov. 1975 | 5 nov. 1975 | 5 nov. 1975 |
| ------------ | ----------- | ----------- | ----------- |
| Botafogo     | -           | Fortaleza   | 1-1         |
| Comercial-MS | -           | Moto Club   | 3-2         |

#### Classifica
| Pos. | Squadra      | Pt | G | V     | N | P | GF | GS | DR |
| ---- | ------------ | -- | - | ----- | - | - | -- | -- | -- |
| 1    | Botafogo     | 7  | 4 | 2 (1) | 2 | 0 | 6  | 3  | +3 |
| 2    | Comercial-MS | 5  | 4 | 2 (0) | 1 | 1 | 7  | 6  | +1 |
| 3    | Fortaleza    | 5  | 4 | 2 (0) | 1 | 1 | 5  | 4  | +1 |
| 4    | Rio Negro    | 3  | 4 | 1 (0) | 1 | 2 | 4  | 6  | -2 |
| 5    | Moto Club    | 1  | 4 | 0 (0) | 1 | 3 | 4  | 7  | -3 |

#### Verdetti
- Botafogo qualificato al terzo turno.

### Gruppo 4

#### Risultati
| 1ª giornata           | 1ª giornata           | 1ª giornata           | 1ª giornata           |
| 23 ott. e 5 nov. 1975 | 23 ott. e 5 nov. 1975 | 23 ott. e 5 nov. 1975 | 23 ott. e 5 nov. 1975 |
| --------------------- | --------------------- | --------------------- | --------------------- |
| América-MG            | -                     | Paysandu              | 3-2                   |
| Atlético-PR           | -                     | Ceará                 | 3-0                   |

| 2ª giornata  | 2ª giornata  | 2ª giornata  | 2ª giornata  |
| 26 ott. 1975 | 26 ott. 1975 | 26 ott. 1975 | 26 ott. 1975 |
| ------------ | ------------ | ------------ | ------------ |
| Ceará        | -            | América-MG   | 2-1          |
| Nacional-AM  | -            | Atlético-PR  | 2-0          |

| 3ª giornata  | 3ª giornata  | 3ª giornata  | 3ª giornata  |
| 30 ott. 1975 | 30 ott. 1975 | 30 ott. 1975 | 30 ott. 1975 |
| ------------ | ------------ | ------------ | ------------ |
| Ceará        | -            | Nacional-AM  | 0-0          |
| Paysandu     | -            | Atlético-PR  | 0-1          |

| 4ª giornata | 4ª giornata | 4ª giornata | 4ª giornata |
| 2 nov. 1975 | 2 nov. 1975 | 2 nov. 1975 | 2 nov. 1975 |
| ----------- | ----------- | ----------- | ----------- |
| América-MG  | -           | Nacional-AM | 1-2         |
| Paysandu    | -           | Ceará       | 1-0         |

| 5ª giornata | 5ª giornata | 5ª giornata | 5ª giornata |
| 8 nov. 1975 | 8 nov. 1975 | 8 nov. 1975 | 8 nov. 1975 |
| ----------- | ----------- | ----------- | ----------- |
| Atlético-PR | -           | América-MG  | 0-0         |
| Nacional-AM | -           | Paysandu    | 2-2         |

#### Classifica
| Pos. | Squadra          | Pt | G | V     | N | P | GF | GS | DR |
| ---- | ---------------- | -- | - | ----- | - | - | -- | -- | -- |
| 1    | Nacional-AM      | 7  | 4 | 2 (1) | 2 | 0 | 6  | 3  | +3 |
| 2    | Athl. Paranaense | 6  | 4 | 2 (1) | 1 | 1 | 4  | 2  | +2 |
| 3    | Ceará            | 3  | 4 | 1 (0) | 1 | 2 | 2  | 5  | -3 |
| 4    | América-MG       | 3  | 4 | 1 (0) | 1 | 2 | 5  | 6  | -1 |
| 5    | Paysandu         | 3  | 4 | 1 (0) | 1 | 2 | 5  | 6  | -1 |

#### Verdetti
- Nacional-AM qualificato al terzo turno.

### Gruppo 5

#### Risultati
| 1ª giornata       | 1ª giornata       | 1ª giornata       | 1ª giornata       |
| 18 e 19 ott. 1975 | 18 e 19 ott. 1975 | 18 e 19 ott. 1975 | 18 e 19 ott. 1975 |
| ----------------- | ----------------- | ----------------- | ----------------- |
| Portuguesa        | -                 | Vitória           | 3-0               |
| Campinense        | -                 | Goiânia           | 0-0               |
| Sergipe           | -                 | Santos            | 0-2               |

| 2ª giornata  | 2ª giornata  | 2ª giornata  | 2ª giornata  |
| 22 ott. 1975 | 22 ott. 1975 | 22 ott. 1975 | 22 ott. 1975 |
| ------------ | ------------ | ------------ | ------------ |
| Campinense   | -            | Portuguesa   | 1-5          |
| Santos       | -            | Goiânia      | 2-1          |
| Vitória      | -            | Sergipe      | 1-0          |

| 3ª giornata  | 3ª giornata  | 3ª giornata  | 3ª giornata  |
| 26 ott. 1975 | 26 ott. 1975 | 26 ott. 1975 | 26 ott. 1975 |
| ------------ | ------------ | ------------ | ------------ |
| Portuguesa   | -            | Goiânia      | 2-1          |
| Sergipe      | -            | Campinense   | 4-2          |
| Vitória      | -            | Santos       | 1-3          |

| 4ª giornata  | 4ª giornata  | 4ª giornata  | 4ª giornata  |
| 29 ott. 1975 | 29 ott. 1975 | 29 ott. 1975 | 29 ott. 1975 |
| ------------ | ------------ | ------------ | ------------ |
| Goiânia      | -            | Sergipe      | 1-0          |
| Santos       | -            | Portuguesa   | 0-0          |
| Vitória      | -            | Campinense   | 3-1          |

| 5ª giornata  | 5ª giornata  | 5ª giornata  | 5ª giornata  |
| 1º nov. 1975 | 1º nov. 1975 | 1º nov. 1975 | 1º nov. 1975 |
| ------------ | ------------ | ------------ | ------------ |
| Goiânia      | -            | Vitória      | 1-0          |
| Portuguesa   | -            | Sergipe      | 4-0          |
| Santos       | -            | Campinense   | 5-1          |

#### Classifica
| Pos. | Squadra    | Pt | G | V     | N | P | GF | GS | DR  |
| ---- | ---------- | -- | - | ----- | - | - | -- | -- | --- |
| 1    | Portuguesa | 12 | 5 | 4 (3) | 1 | 0 | 14 | 2  | +12 |
| 2    | Santos     | 12 | 5 | 4 (3) | 1 | 0 | 12 | 3  | +9  |
| 3    | Goiânia    | 5  | 5 | 2 (0) | 1 | 2 | 4  | 4  | 0   |
| 4    | Vitória    | 5  | 5 | 2 (1) | 0 | 3 | 5  | 8  | -3  |
| 5    | Sergipe    | 3  | 5 | 1 (1) | 0 | 4 | 4  | 10 | -6  |
| 6    | Campinense | 1  | 5 | 0 (0) | 1 | 4 | 5  | 17 | -12 |

#### Verdetti
- Portuguesa qualificata al terzo turno.

### Gruppo 6

#### Risultati
| 1ª giornata       | 1ª giornata       | 1ª giornata       | 1ª giornata       |
| 25 e 26 ott. 1975 | 25 e 26 ott. 1975 | 25 e 26 ott. 1975 | 25 e 26 ott. 1975 |
| ----------------- | ----------------- | ----------------- | ----------------- |
| Bahia             | -                 | Americano         | 1-0               |
| CEUB              | -                 | Desportiva        | 2-0               |
| CSA               | -                 | Náutico           | 0-2               |

| 2ª giornata       | 2ª giornata       | 2ª giornata       | 2ª giornata       |
| 28 e 29 ott. 1975 | 28 e 29 ott. 1975 | 28 e 29 ott. 1975 | 28 e 29 ott. 1975 |
| ----------------- | ----------------- | ----------------- | ----------------- |
| Náutico           | -                 | Americano         | 2-0               |
| CSA               | -                 | CEUB              | 1-1               |
| Desportiva        | -                 | Bahia             | 0-0               |

| 3ª giornata      | 3ª giornata      | 3ª giornata      | 3ª giornata      |
| 1º e 2 nov. 1975 | 1º e 2 nov. 1975 | 1º e 2 nov. 1975 | 1º e 2 nov. 1975 |
| ---------------- | ---------------- | ---------------- | ---------------- |
| CEUB             | -                | Americano        | 0-2              |
| Bahia            | -                | Náutico          | 1-1              |
| Desportiva       | -                | CSA              | 1-0              |

| 4ª giornata | 4ª giornata | 4ª giornata | 4ª giornata |
| 5 nov. 1975 | 5 nov. 1975 | 5 nov. 1975 | 5 nov. 1975 |
| ----------- | ----------- | ----------- | ----------- |
| Americano   | -           | CSA         | 2-1         |
| CEUB        | -           | Bahia       | 1-2         |
| Náutico     | -           | Desportiva  | 4-1         |

| 5ª giornata | 5ª giornata | 5ª giornata | 5ª giornata |
| 8 nov. 1975 | 8 nov. 1975 | 8 nov. 1975 | 8 nov. 1975 |
| ----------- | ----------- | ----------- | ----------- |
| Americano   | -           | Desportiva  | 0-3         |
| Bahia       | -           | CSA         | 3-0         |
| Náutico     | -           | CEUB        | 3-0         |

#### Classifica
| Pos. | Squadra    | Pt | G | V     | N | P | GF | GS | DR  |
| ---- | ---------- | -- | - | ----- | - | - | -- | -- | --- |
| 1    | Náutico    | 13 | 5 | 4 (4) | 1 | 0 | 12 | 2  | +10 |
| 2    | Bahia      | 9  | 5 | 3 (1) | 2 | 0 | 7  | 2  | +5  |
| 3    | Desportiva | 6  | 5 | 2 (1) | 1 | 2 | 5  | 6  | -1  |
| 4    | Americano  | 5  | 5 | 2 (1) | 0 | 3 | 4  | 7  | -3  |
| 5    | CEUB       | 4  | 5 | 1 (1) | 1 | 3 | 4  | 8  | -4  |
| 6    | CSA        | 1  | 5 | 0 (0) | 1 | 4 | 2  | 9  | -7  |

#### Verdetti
- Náutico qualificato al terzo turno.

## Terzo Turno

### Gruppo A

#### Risultati
| 1ª giornata       | 1ª giornata       | 1ª giornata       | 1ª giornata       |
| 12 e 13 nov. 1975 | 12 e 13 nov. 1975 | 12 e 13 nov. 1975 | 12 e 13 nov. 1975 |
| ----------------- | ----------------- | ----------------- | ----------------- |
| Fluminense        | -                 | Nacional-AM       | 4-0               |
| Guarani           | -                 | América-RJ        | 1-1               |
| Palmeiras         | -                 | Cruzeiro          | 0-0               |
| Botafogo          | -                 | Corinthians       | 2-3               |

| 2ª giornata       | 2ª giornata       | 2ª giornata       | 2ª giornata       |
| 15 e 16 nov. 1975 | 15 e 16 nov. 1975 | 15 e 16 nov. 1975 | 15 e 16 nov. 1975 |
| ----------------- | ----------------- | ----------------- | ----------------- |
| América-RJ        | -                 | Nacional-AM       | 3-1               |
| Guarani           | -                 | Cruzeiro          | 2-0               |
| Corinthians       | -                 | Fluminense        | 0-0               |
| Palmeiras         | -                 | Botafogo          | 2-0               |

| 3ª giornata       | 3ª giornata       | 3ª giornata       | 3ª giornata       |
| 19 e 20 nov. 1975 | 19 e 20 nov. 1975 | 19 e 20 nov. 1975 | 19 e 20 nov. 1975 |
| ----------------- | ----------------- | ----------------- | ----------------- |
| Cruzeiro          | -                 | Fluminense        | 1-2               |
| Guarani           | -                 | Palmeiras         | 3-1               |
| Botafogo          | -                 | América-RJ        | 0-0               |
| Corinthians       | -                 | Nacional-AM       | 1-0               |

| 4ª giornata  | 4ª giornata  | 4ª giornata  | 4ª giornata  |
| 23 nov. 1975 | 23 nov. 1975 | 23 nov. 1975 | 23 nov. 1975 |
| ------------ | ------------ | ------------ | ------------ |
| Cruzeiro     | -            | Corinthians  | 2-0          |
| Fluminense   | -            | Botafogo     | 2-0          |
| Nacional-AM  | -            | Guarani      | 0-1          |
| Palmeiras    | -            | América-RJ   | 2-0          |

| 5ª giornata       | 5ª giornata       | 5ª giornata       | 5ª giornata       |
| 26 e 27 nov. 1975 | 26 e 27 nov. 1975 | 26 e 27 nov. 1975 | 26 e 27 nov. 1975 |
| ----------------- | ----------------- | ----------------- | ----------------- |
| Cruzeiro          | -                 | Botafogo          | 2-0               |
| Guarani           | -                 | Fluminense        | 1-2               |
| Nacional-AM       | -                 | Palmeiras         | 0-3               |
| América-RJ        | -                 | Corinthians       | 2-1               |

| 6ª giornata  | 6ª giornata  | 6ª giornata  | 6ª giornata  |
| 29 nov. 1975 | 29 nov. 1975 | 29 nov. 1975 | 29 nov. 1975 |
| ------------ | ------------ | ------------ | ------------ |
| América-RJ   | -            | Fluminense   | 1-0          |
| Botafogo     | -            | Guarani      | 2-1          |
| Corinthians  | -            | Palmeiras    | 1-0          |
| Nacional-AM  | -            | Cruzeiro     | 0-3          |

| \| 7ª giornata \| 7ª giornata \| 7ª giornata \| 7ª giornata \| \| 3 e 4 dic. 1975 \| 3 e 4 dic. 1975 \| 3 e 4 dic. 1975 \| 3 e 4 dic. 1975 \| \| --------------- \| --------------- \| --------------- \| --------------- \| \| Corinthians \| - \| Guarani \| 3-2 \| \| Fluminense \| - \| Palmeiras \| 4-2 \| \| Cruzeiro \| - \| América-RJ \| 1-1 \| \| Nacional-AM \| - \| Botafogo \| 0-2 \| |   |            |     |
| 7ª giornata |   |            |     |
| 3 e 4 dic. 1975 |   |            |     |
| Corinthians | - | Guarani    | 3-2 |
| Fluminense | - | Palmeiras  | 4-2 |
| Cruzeiro | - | América-RJ | 1-1 |
| Nacional-AM | - | Botafogo   | 0-2 |

#### Classifica
| Pos. | Squadra     | Pt | G | V     | N | P | GF | GS | DR  |
| ---- | ----------- | -- | - | ----- | - | - | -- | -- | --- |
| 1    | Fluminense  | 14 | 7 | 5 (3) | 1 | 1 | 14 | 5  | +9  |
| 2    | Cruzeiro    | 11 | 7 | 3 (3) | 2 | 2 | 9  | 5  | +4  |
| 3    | America-RJ  | 10 | 7 | 3 (1) | 3 | 1 | 8  | 6  | +2  |
| 4    | Palmeiras   | 10 | 7 | 3 (3) | 1 | 3 | 10 | 8  | +2  |
| 5    | Corinthians | 9  | 7 | 4 (0) | 1 | 2 | 9  | 8  | +1  |
| 6    | Guarani     | 9  | 7 | 3 (2) | 1 | 3 | 11 | 9  | +2  |
| 7    | Botafogo    | 6  | 7 | 2 (1) | 1 | 4 | 6  | 10 | -4  |
| 8    | Nacional-AM | 0  | 7 | 0 (0) | 0 | 7 | 1  | 17 | -16 |

#### Verdetti
- Fluminense e Cruzeiro qualificati alle semifinali.

### Gruppo B

#### Risultati
| 1ª giornata       | 1ª giornata       | 1ª giornata       | 1ª giornata       |
| 12 e 13 nov. 1975 | 12 e 13 nov. 1975 | 12 e 13 nov. 1975 | 12 e 13 nov. 1975 |
| ----------------- | ----------------- | ----------------- | ----------------- |
| Grêmio            | -                 | Náutico           | 0-0               |
| Santa Cruz        | -                 | Internacional     | 1-0               |
| Portuguesa        | -                 | Flamengo          | 0-2               |
| Sport             | -                 | San Paolo         | 1-1               |

| 2ª giornata       | 2ª giornata       | 2ª giornata       | 2ª giornata       |
| 15 e 16 nov. 1975 | 15 e 16 nov. 1975 | 15 e 16 nov. 1975 | 15 e 16 nov. 1975 |
| ----------------- | ----------------- | ----------------- | ----------------- |
| Portuguesa        | -                 | Náutico           | 3-1               |
| Flamengo          | -                 | San Paolo         | 1-1               |
| Internacional     | -                 | Sport             | 3-1               |
| Santa Cruz        | -                 | Grêmio            | 2-1               |

| 3ª giornata       | 3ª giornata       | 3ª giornata       | 3ª giornata       |
| 19 e 20 nov. 1975 | 19 e 20 nov. 1975 | 19 e 20 nov. 1975 | 19 e 20 nov. 1975 |
| ----------------- | ----------------- | ----------------- | ----------------- |
| Flamengo          | -                 | Grêmio            | 1-0               |
| Náutico           | -                 | Sport             | 1-2               |
| San Paolo         | -                 | Internacional     | 0-0               |
| Santa Cruz        | -                 | Portuguesa        | 1-1               |

| 4ª giornata       | 4ª giornata       | 4ª giornata       | 4ª giornata       |
| 22 e 23 nov. 1975 | 22 e 23 nov. 1975 | 22 e 23 nov. 1975 | 22 e 23 nov. 1975 |
| ----------------- | ----------------- | ----------------- | ----------------- |
| Flamengo          | -                 | Náutico           | 3-0               |
| Internacional     | -                 | Grêmio            | 1-0               |
| San Paolo         | -                 | Portuguesa        | 1-2               |
| Sport             | -                 | Santa Cruz        | 1-3               |

| 5ª giornata       | 5ª giornata       | 5ª giornata       | 5ª giornata       |
| 26 e 27 nov. 1975 | 26 e 27 nov. 1975 | 26 e 27 nov. 1975 | 26 e 27 nov. 1975 |
| ----------------- | ----------------- | ----------------- | ----------------- |
| Grêmio            | -                 | Portuguesa        | 1-1               |
| San Paolo         | -                 | Santa Cruz        | 1-0               |
| Sport             | -                 | Flamengo          | 0-1               |
| Náutico           | -                 | Internacional     | 0-1               |

| 6ª giornata       | 6ª giornata       | 6ª giornata       | 6ª giornata       |
| 29 e 30 nov. 1975 | 29 e 30 nov. 1975 | 29 e 30 nov. 1975 | 29 e 30 nov. 1975 |
| ----------------- | ----------------- | ----------------- | ----------------- |
| Portuguesa        | -                 | Sport             | 1-1               |
| San Paolo         | -                 | Grêmio            | 1-2               |
| Internacional     | -                 | Flamengo          | 1-1               |
| Náutico           | -                 | Santa Cruz        | 1-4               |

| \| 7ª giornata \| 7ª giornata \| 7ª giornata \| 7ª giornata \| \| 3 e 4 dic. 1975 \| 3 e 4 dic. 1975 \| 3 e 4 dic. 1975 \| 3 e 4 dic. 1975 \| \| --------------- \| --------------- \| --------------- \| --------------- \| \| Grêmio \| - \| Sport \| 1-1 \| \| Flamengo \| - \| Santa Cruz \| 1-3 \| \| Internacional \| - \| Portuguesa \| 3-0 \| \| Náutico \| - \| San Paolo \| 1-3 \| |   |            |     |
| 7ª giornata |   |            |     |
| 3 e 4 dic. 1975 |   |            |     |
| Grêmio | - | Sport      | 1-1 |
| Flamengo | - | Santa Cruz | 1-3 |
| Internacional | - | Portuguesa | 3-0 |
| Náutico | - | San Paolo  | 1-3 |

#### Classifica
| Pos. | Squadra       | Pt | G | V     | N | P | GF | GS | DR  |
| ---- | ------------- | -- | - | ----- | - | - | -- | -- | --- |
| 1    | Santa Cruz    | 14 | 7 | 5 (3) | 1 | 1 | 14 | 6  | +8  |
| 2    | Internacional | 12 | 7 | 4 (2) | 2 | 1 | 9  | 3  | +6  |
| 3    | Flamengo      | 12 | 7 | 4 (2) | 2 | 1 | 10 | 5  | +5  |
| 4    | San Paolo     | 8  | 7 | 2 (1) | 3 | 2 | 8  | 7  | +1  |
| 5    | Portuguesa    | 8  | 7 | 2 (1) | 3 | 2 | 8  | 10 | -2  |
| 6    | Sport Recife  | 5  | 7 | 1 (0) | 3 | 3 | 7  | 11 | -4  |
| 7    | Grêmio        | 5  | 7 | 1 (0) | 3 | 3 | 5  | 7  | -2  |
| 8    | Náutico       | 1  | 7 | 0 (0) | 1 | 6 | 4  | 16 | -12 |

#### Verdetti
- Santa Cruz e Internacional qualificati alle semifinali.

## Fase finale
|  | Semifinali | Semifinali    | Semifinali |          |               | Finale        | Finale | Finale |  |
|  |            |               |            |          |               |               |        |        |  |
|  | A1         | Fluminense    | 0          |          |               |               |        |        |  |
|  | A1         | Fluminense    | 0          |          |               |               |        |        |  |
|  | B2         | Internacional | 2          |          |               |               |        |        |  |
|  | B2         | Internacional | 2          |          | Internacional | Internacional | 1      |        |  |
|  |            |               |            |          | Internacional | Internacional | 1      |        |  |
|  |            |               | Cruzeiro   | Cruzeiro | 0             |               |        |        |  |
|  | B1         | Santa Cruz    | Cruzeiro   | Cruzeiro | 0             | 2             |        |        |  |
|  | B1         | Santa Cruz    |            |          |               |               |        |        |  |
|  | A2         | Cruzeiro      | 3          |          |               |               |        |        |  |

### Semifinali
| Arbitro: | Boschilla |

|  |           |                          |
|  | Marcatori | 33’ Lula 74’ Paulo César |

| Arbitro: | Arppi Filho |

|                                 |           |                                 |
| Fumanchu 32’ (rig.), 73’ (rig.) | Marcatori | 43’ Zé Carlos 47’, 90’ Palhinha |

### Finale
| Arbitro: | Boschilla |

| |            | |
| Figueroa 56’ | Marcatori  | |
| · Manga P · Valdir D · Figueroa D · Hermínio D · Chico Fraga D · Caçapava C · Paulo César C · Falcão C · Valdomiro A · Jair A · Flávio Minuano A · Lula A | Formazioni | · P Raul · D Nelinho · D Morais · D Darci Menezes · D Isidoro · C Piazza · C Zé Carlos · C Eduardo Amorim · A Souza · A Roberto Batata · C Eli Mendes · A Palhinha · A Joãozinho |
| Minelli | Allenatori | Moreira |

### Verdetti
- Internacional campione del Brasile 1975.
- Internacional e Cruzeiro qualificati per la Coppa Libertadores 1976.

## Classifica marcatori
| Pos. | Giocatore        | Squadra       | Gol |
| ---- | ---------------- | ------------- | --- |
| 1    | Flávio Minuano   | Internacional | 16  |
| 2    | Roberto Dinamite | Vasco da Gama | 15  |
| 3    | Alcino           | Remo          | 12  |
| 3    | Dadá Maravilha   | Sport Recife  | 12  |
| 3    | Gil              | Fluminense    | 12  |
| 3    | Luisinho         | Flamengo      | 12  |
| 3    | Palhinha         | Cruzeiro      | 12  |
| 3    | Neca             | Grêmio        | 12  |
| 3    | Toninho          | Figueirense   | 12  |
| 10   | Jorge Mendonça   | Náutico       | 11  |
| 10   | Serginho Chulapa | San Paolo     | 11  |